# Liste der Monuments historiques in Saint-Trojan (Gironde)
Die Liste der Monuments historiques in Saint-Trojan (Gironde) führt die Monuments historiques in der französischen Gemeinde Saint-Trojan auf.

## Liste der Objekte
| Bezeichnung | Beschreibung              | Standort                     | Kennzeichnung | Schutzstatus | Datum | Bild |
| ----------- | ------------------------- | ---------------------------- | ------------- | ------------ | ----- | ---- |
| Glocke      | Bronze (?), 1786 gegossen | in der Kirche St-Loup (Lage) | PM33001684    | Inscrit      | 1988  |      |